# SNCF BB 15000 sorozat
Az SNCF BB 15000 sorozat az SNCF nagy teljesítményű, Bo-Bo tengelyelrendezésű 25 kV 50 Hz-es váltakozó áramú villamosmozdony-sorozata. A mozdonyokat az Alstom-MTE gyártotta 1971 és 1976 között. Összesen 65 darab készült belőle. Az SNCF a 25 kV-al villamosított vasútvonalakon használja.